# Meridià 165 a l'est
El meridià 165 a l'est de Greenwich és una línia de longitud que s'estén des del pol Nord travessant l'oceà Àrtic, Àsia, l'oceà Índic, l'oceà Antàrtic, Australàsia i l'Antàrtida fins al pol Sud.
El meridià 165 a l'est forma un cercle màxim amb el meridià 15 a l'oest. Com tots els altres meridians, la seva longitud correspon a una semicircumferència terrestre, uns 20.003,932 km. Al nivell de l'Equador, és a una distància del meridià de Greenwich de 18.368 km.

## De Pol a Pol
Començant en el pol Nord i dirigint-se cap al pol Sud, aquest meridià travessa:
| Coordenades                               | País, territori o mar   | Notes |
| ----------------------------------------- | ----------------------- | --- |
| 90° 0′ N, 165° 0′ E / 90.000°N,165.000°E  | Oceà Àrtic              | |
| 75° 8′ N, 165° 0′ E / 75.133°N,165.000°E  | Mar de Sibèria Oriental | |
| 69° 34′ N, 165° 0′ E / 69.567°N,165.000°E | Rússia                  | Districte autònom de Txukotka Krai de Kamtxatka — des de 64° 41′ N, 165° 0′ E / 64.683°N,165.000°E                      |
| 59° 50′ N, 165° 0′ E / 59.833°N,165.000°E | Mar de Bering           | Passa a l'est de l'illa Karaguinski, krai de Kamtxatka, Rússia (a 59° 2′ N, 164° 44′ E / 59.033°N,164.733°E)            |
| 55° 35′ N, 165° 0′ E / 55.583°N,165.000°E | Oceà Pacífic            | Passa a l'oest de l'atol de Bikini, Illes Marshall (a 11° 35′ N, 165° 12′ E / 11.583°N,165.200°E)                       |
| 10° 15′ S, 165° 0′ E / 10.250°S,165.000°E | Mar del Corall          | |
| 20° 42′ S, 165° 0′ E / 20.700°S,165.000°E | Nova Caledònia          | |
| 21° 22′ S, 165° 0′ E / 21.367°S,165.000°E | Mar del Corall          | |
| 24° 56′ N, 165° 0′ E / 24.933°N,165.000°E | Oceà Pacífic            | |
| 60° 0′ S, 165° 0′ E / 60.000°S,165.000°E  | Oceà Antàrtic           | Passa a l'est de l'illa Sturge, illes Balleny, reclamat per Nova Zelanda (a 67° 33′ S, 164° 49′ E / 67.550°S,164.817°E) |
| 70° 36′ S, 165° 0′ E / 70.600°S,165.000°E | Antàrtida               | Dependència de Ross, reclamat per Nova Zelanda                                                                          |
| 74° 34′ S, 165° 0′ E / 74.567°S,165.000°E | Oceà Antàrtic           | Mar de Ross |
| 77° 54′ S, 165° 0′ E / 77.900°S,165.000°E | Antàrtida               | Dependència de Ross, reclamat per Nova Zelanda                                                                          |